# Traucadora

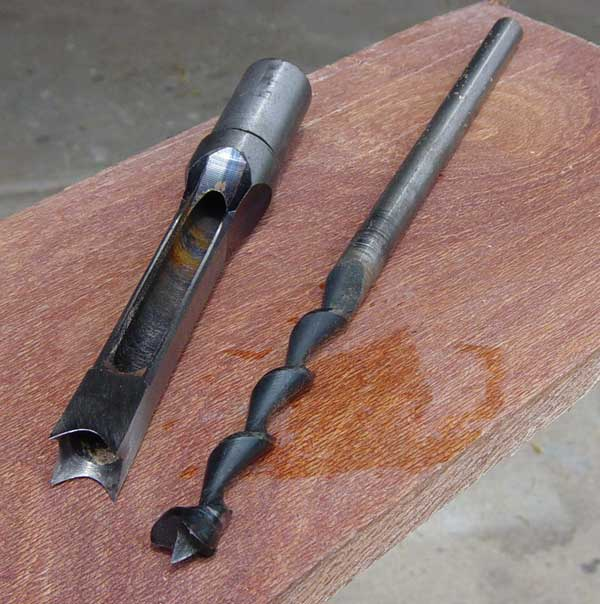
Les dues peces del conjunt de tall d'una traucadora de trau quadrat: la broca i el retallador

Una traucadora és una màquina eina usada en fusteria per fer traus rectangulars en les peces, fent així l'encaix de caixa i metxa.
En la fusteria manual tradicional aquests traus es feien amb un enformador o badaine, percutint-lo amb una maça. Es tractava d'un sistema laboriós i lent, que pot accelerar-se usant un trepant i una broca per a eliminar part del material a tallar.
Els diferents tipus de traucadores permeten estalviar temps i esforç manual. Els graus d'acabat dels traus depenen del sistema emprat.
Els traus rectangulars són necessaris en les unions entre peces de fusta anomenades de muntant i travesser. El muntant és la peça amb el trau rectangular, anomenat caixa. El travesser és la peça que s'uneix al muntant, introduint-hi una metxa amb les dimensions del trau. (El muntant seria la peça femella i el travesser la peça mascle).

## Tipus de traucadores

### De trau quadrat
Foren inventades per Robert i Ralph Greenlee el 1884.
Funcionen com una broca que va fent un trau rodó mentre avança. El dispositiu de tall està format per dues peces:
- El retallador: una mena d'enformador de secció quadrada buit en la part central i esmolat en el seu extrem d'atac.
- Una broca central allotjada dins del retallador.

El conjunt anterior es munta en la màquina i, quan s'acciona, avança en la peça de fusta (muntant). La broca mecanitza la major part del material i el retallador retalla els angles sobrants.
El moviment de l'eina és vertical, de dalt a baix. La peça que es treballa resta immòbil.

### Horitzontals o de ranura

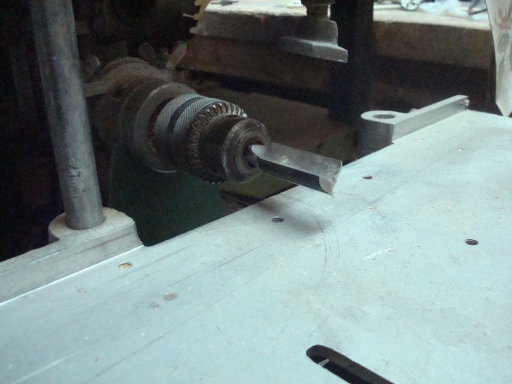
Detall d'una traucadora horitzontal

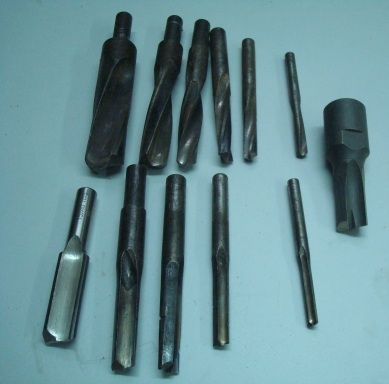
Diferents tipus de broques

L'eina de tall és una broca que talla pel seu extrem i pels costats.
La peça de fusta s'aferma sobre un carro desplaçable sobre diversos eixos.
El moviment del carro (i de la peça de fusta) contra la broca permet el seu mecanitzat. Normalment es troben en les màquines universals al costat oposat de la serra.
Aquestes traucadores tenen l'inconvenient que deixen un trau acabat amb dues semicircumferències, i llavors cal arrodonir les metxes amb una raspa.

### De cadena

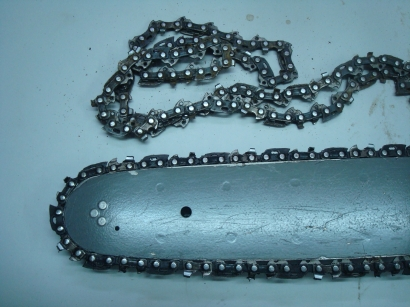
Cadena de traucadora

L'eina de tall és una cadena dentada que muntada sobre un suport penetra verticalment dins la fusta. També s'anomenen màquines de foradar de cadena.
Tenen dos inconvenients: L'un és que fan estelles en la sortida. Això se soluciona marcant la sortida amb un enformador abans de passar la peça per la màquina. L'altre inconvenient és que quan el trau no és travesser, el fons del forat és arrodonit, i llavors cal retallar les metxes a 45°.

### De badaine accionat mecànicament
Aquestes màquines estan equipades amb una eina vibratòria, una espècie de cisell mecànic amb múltiples dents.

### Traucadora de triple eina
Aquesta màquina està equipada amb una fulla central i dues de laterals que fan l'acabat del trau.

### Altres sistemes de tallar traus rectangulars

Un triangle Reuleaux en rotació dins d'un quadrat.

Amb una broca especial anomenada broca quadrada de Harry Watt.